# Tuntungan II
Tuntungan II is een bestuurslaag in het regentschap Deli Serdang van de provincie Noord-Sumatra, Indonesië. Tuntungan II telt 4530 inwoners (volkstelling 2010).